# L'estate sta finendo (album)
L'estate sta finendo è la seconda raccolta del duo musicale italiano Righeira, pubblicata nel 1985 dalla CGD.

## Tracce
1. L'estate sta finendo – 3:46
2. She Was My Love – 3:45
3. Innamoratissimo – 4:00
4. Solo un minuto – 3:02
5. Bambini Forever – 4:26
6. Oasi in città – 4:58
7. We Wanna Be Punk – 3:35
8. Italians a Go-Go – 4:10
9. Adelante – 3:47
10. Prima dell'estate – 3:00